# Campionati dei quattro continenti di pattinaggio di velocità 2024
I campionati dei quattro continenti di pattinaggio di velocità 2024 sono stati la 4ª edizione della competizione organizzata dall'International Skating Union. Si sono svolti dal 19 al 21 gennaio 2024 a Salt Lake City, negli Stati Uniti d'America

## Partecipanti
Hanno preso parte alle competizioni 96 pattinatori, in rappresentanza di 8 distinte nazioni.
- Argentina
- Canada
- Taipei cinese
- Giappone

- Kazakistan
- Nuova Zelanda
- Corea del Sud
- Stati Uniti

## Podi

### Uomini
| Evento       | Oro                                                      | Tempo   | Argento                                            | Tempo   | Bronzo                                      | Tempo   |
| 500 m        | Laurent Dubreuil                                         | 34.19   | Wataru Morishige                                   | 34.23   | Tatsuya Shinhama                            | 34.28   |
| 1000 m       | Jordan Stolz                                             | 1:06.27 | Taiyo Nonomura                                     | 1:06.68 | Tatsuya Shinhama                            | 1:07.04 |
| 1500 m       | Connor Howe                                              | 1:43.19 | Emery Lehman                                       | 1:44.03 | Ryota Kojima                                | 1:44.40 |
| 5000 m       | Casey Dawson                                             | 6:14.14 | Graeme Fish                                        | 6:14.16 | Ted-Jan Bloemen                             | 6:14.22 |
| Team pursuit | Ethan Cepuran Casey Dawson Emery Lehman                  | 3:36.80 | Antoine Gélinas-Beaulieu Connor Howe Hayden Mayeur | 3:36.84 | Seitaro Ichinohe Shomu Sasaki Riku Tsuchiya | 3:42.08 |
| Team sprint  | Laurent Dubreuil Antoine Gélinas-Beaulieu Anders Johnson | 1:18.54 | Artur Galiyev Nikita Vazhenin Altaj Zjardembekuly  | 1:21.71 | Cho Sang-hyeok Kim Tae-yun Yang Ho-jun      | 1:22.01 |
| Mass start   | Chung Jae-won                                            | 60 pts  | Shomu Sasaki                                       | 40 pts  | Antoine Gélinas-Beaulieu                    | 20 pts  |

### Donne
| Evento       | Oro                                               | Tempo   | Argento                                     | Tempo   | Bronzo                                          | Tempo   |
| 500 m        | Erin Jackson                                      | 36.82   | Kimi Goetz                                  | 36.93   | Kim Min-sun                                     | 37.21   |
| 1000 m       | Miho Takagi                                       | 1:12.35 | Kimi Goetz                                  | 1:12.65 | Kim Min-sun                                     | 1:13.84 |
| 1500 m       | Miho Takagi                                       | 1:52.37 | Mia Manganello                              | 1:55.11 | Greta Myers                                     | 1:55.86 |
| 3000 m       | Valérie Maltais                                   | 4:01.71 | Isabelle Weidemann                          | 4:02.67 | Mia Manganello                                  | 4:02.85 |
| Team pursuit | Ivanie Blondin Valérie Maltais Isabelle Weidemann | 2:54.02 | Momoka Horikawa Sumire Kikuchi Yuna Onodera | 2:57.54 | Giorgia Birkeland Greta Myers Anna Quinn        | 3:04.32 |
| Team sprint  | Kurumi Inagawa Ayano Sato Miho Takagi             | 1:24.32 | Brittany Bowe Erin Jackson Sarah Warren     | 1:25.00 | Ivanie Blondin Carolina Hiller Maddison Pearman | 1:25.41 |
| Mass start   | Ivanie Blondin                                    | 66 pts  | Giorgia Birkeland                           | 43 pts  | Kyoko Nitta                                     | 26 pts  |

## Medagliere
| Posiz. | Nazione       | Oro | Argento | Bronzo | Totale |
| ------ | ------------- | --- | ------- | ------ | ------ |
| 1      | Canada        | 6   | 3       | 3      | 12     |
| 2      | Stati Uniti   | 4   | 6       | 3      | 13     |
| 3      | Giappone      | 3   | 4       | 5      | 12     |
| 4      | Corea del Sud | 1   | 0       | 3      | 4      |
| 5      | Kazakistan    | 0   | 1       | 0      | 2      |
| Totale | Totale        | 14  | 14      | 14     | 42     |